# Cello
De cello (kort voor violoncello) behoort tot de groep van de strijkinstrumenten. De cello heeft een kenmerkende klank en een bereik van vier, gemiddeld vijf, of soms zelfs zes octaven (ligt aan de grootte van de cello en de lengte van de toets).
Kunstschilders hebben de cello vanaf de 17de eeuw regelmatig afgebeeld. Familieportretten met muziekinstrumenten stonden daarbij symbool voor de harmonie die in een familie heerste.

## Beschrijving van het instrument

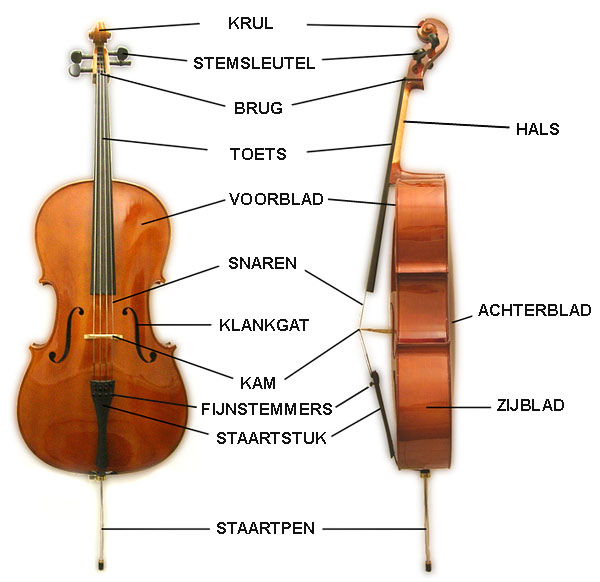
Onderdelen van een cello

De cello is ongeveer 120 cm lang. Kleinere afmetingen van de cello zijn 1⁄16, 1⁄8, 1⁄4, 1⁄2, 3⁄4, 4⁄4 en 7⁄8 cello. Het instrument is bespannen met vier snaren en heeft twee f-gaten.
De snaren van de cello zijn van laag naar hoog gestemd: C, G, D, A – een octaaf lager dan de altviool. Zij lopen vanaf het staartstuk over de kam naar de stemknoppen aan de bovenzijde van de hals, onder de krul. De kam bevindt zich tussen de klankgaten op het bovenblad. Het stemmen gebeurt met de grote stemknoppen aan de bovenzijde of, indien aanwezig, met de fijnstemknoppen aan de benedenzijde van het staartstuk.
Het instrument wordt op de juiste speelhoogte gebracht door het uitschuiven van de metalen (tegenwoordig ook vaak carbon) staartpin aan de onderzijde.

## Barokcello
De barokcello wordt in de authentieke uitvoeringspraktijk van de Oude Muziek gebruikt, uit de tijd tussen 1550 en 1770. Deze cello had een andere punt bij de stok, darmsnaren en geen pin. Dit instrument wordt door de musicus op de juiste hoogte gehouden door het tussen de benen te klemmen.
In 1952 stelde Oliver Jobs voor de barokcello terug te laten keren.

## Manier van bespelen
De cello wordt meestal zittend bespeeld met een strijkstok, de pin steunend op de grond. De technieken om de cello tot klinken te brengen, komen overeen met die van andere besnaarde strijkinstrumenten.

## Rol van het instrument
In het symfonieorkest (en ook een kamerorkest en een strijkorkest) heeft de cello vaak een begeleidende rol, maar solo's (voor de cellosectie als groep of de solocellist) komen geregeld voor. In de traditionele orkestopstelling zitten de cello's aan de rechterhand van de dirigent, met daarachter de contrabassen.
Op de cello wordt voornamelijk klassieke muziek gespeeld, maar ook in de pop- en rockmuziek (zoals onder andere de 2Cellos) treft men soms een cello aan. Vaak heeft de cello een begeleidende rol. In de barokmuziek neemt de cello vaak de basso-continuo-partij voor zijn rekening. Standaard-kamermuziekbezettingen met cello zijn een strijkkwartet (twee violen, altviool en cello) en een pianotrio (piano, viool en cello). Ook zijn er diverse soloconcerten, sonates, suites enz. geschreven met de cello als solo-instrument.

## Accessoires

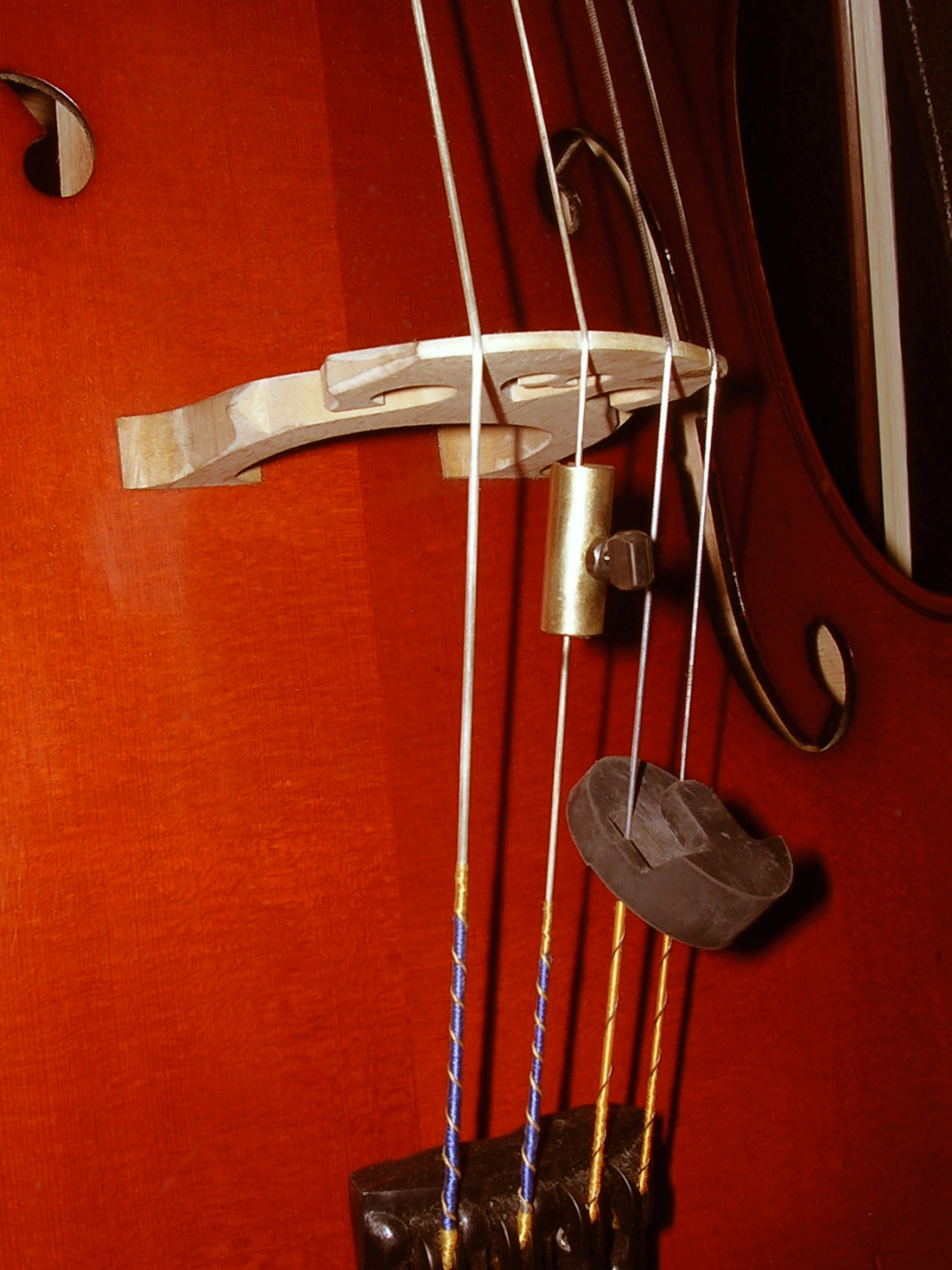
Snaren van de cello met onder de kam een wolfsklem en een sordino

Er zijn vele accessoires voor de cello:
CellokofferWanneer de cello ergens heengebracht moet worden, kunnen de cello en strijkstok hierin worden opgeborgen. De cellokoffer dient ter bescherming tijdens de reis.
CellohoesDe goedkopere variant van de cellokoffer. De cellohoes is van stof gemaakt en biedt minder bescherming dan de cellokoffer.
HarsWordt voor het spelen aangebracht op de haren van de strijkstok. Dit zorgt voor de wrijving van de strijkstok op de snaren.
Celloplankje/-latKan een simpel houten plankje zijn met gaatjes erin en een touw aan het eind erdoorheen. Het touw wordt (meestal) onder de linker stoelpoot geschoven en de pin van de cello gaat in een gat van de celloplank. Hierdoor zal de cello tijdens het spelen niet wegglijden op een gladde vloer. Een alternatief hiervoor is eenvoudig een rubberen dopje over de pin te schuiven (hoewel dit niet altijd handig is). Er zijn ook plankjes zonder touw. Deze bestaan uit drie/vier rubberdopjes onder een stukje hout/kunststof met een gat in het midden voor de pin.
WolfsklemWordt soms geplaatst tussen de kam en het staartstuk om het wolven tegen te gaan.
SordinoWordt gebruikt om de tonen van de cello (ook te gebruiken bij andere strijkers) te dempen. Hierdoor wordt het volume lager en de klank warmer.
VochtigheidsregelaarsWorden gebruikt om de vochtigheid in en rondom de cello op een goede en constante hoogte te houden.

## Klankproblemen
De cello kent een tweetal relatief zeldzame klankverschijnselen die niet in elke cello voorkomen. De verschijnselen hebben ter aanduiding een dierennaam gekregen.

### Muis
In de klankkast van de cello hopen zich na verloop van tijd stofdeeltjes op, die een klein korreltje kunnen vormen. Het voorzichtig heen en weer schudden van de cello kan het stofkorreltje in de klankkast hoorbaar maken. Het kan voor het getrainde gehoor hoorbaar zijn tijdens een opvoering en deze muis moet dus verwijderd worden. Dat kan door de cello voorzichtig ondersteboven te houden en daarna rustig heen en weer te wiegen. Met geduld kan het stofballetje dan via de f-gaten de klankkast verlaten.

### Wolfstoon
De wolfstoon is een schommeling in het timbre van de toon die op de cello ongewenst is. Deze klank komt ook voor bij goede cello's, maar niet alle cello's hebben een wolf. De wolf is voor de goede bespeler niet moeilijk te vinden en ligt meestal tussen de E en de F. Sommige cello's hebben ook een wolfstoon op de fis. Een middel hiertegen is het plaatsen van een zogenoemde wolfdemper. Deze klem wordt geplaatst op een van de snaren, tussen de kam en het staartstuk. Een wolfsklem is te koop in de betere muziekzaak, de juiste plaatsing ervan vereist enige expertise.

## Etymologie en andere benamingen
De naam violoncello, waarvan 'cello' een verkorting is, is voortgekomen uit de violone, de 'grote viool'. In het Italiaans betekent het achtervoegsel -one namelijk 'groot' en het achtervoegsel -ello 'klein'. Violone betekent dus 'grote viool' en violoncello dus 'kleine grote viool'. Dit vormt ook het bewijs dat de violoncello uit de vioolfamilie is voortgekomen en niet uit de familie van de viola da gamba's.
De cello is met veel woorden aangeduid. Met bron zijn bekend:
- bas de violon - Jambe de Fer (1556)
- basso di viola da braccio - Zacconi (1592)
- basso da brazzo - Monteverdi (1607)
- bass vio de braccio - Praetorius (1619)
- Gross Quint-Bass - Praetorius (1619)
- basse de violon - Mersenne (1637)
- violoncino - Fontanna (1641)
- violoncello - Arresti (1665)
- violone da Brazzo - Vitali (1666)
- cello (al in 1765 - C.P.E. Bach)

Daarnaast zijn veel andere termen gebruikt:
- violone
- bassus
- franzoesische bass
- bas-geig, bass violin, Bass Geige
- bassel, bassetl, bassetto, Bassetchen
- viola de basso
- viulunzeel
- violoncello da chiesa (met grotere afmetingen)
- violoncello da camera (huidige formaat van een cello)
- violonzino
- violonzelo
- violoncelo

## Geschiedenis

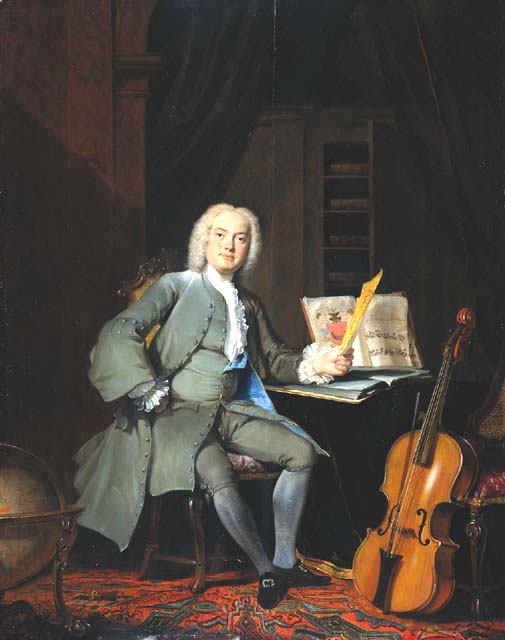
Cornelis Troost, de cellospeler, 1736

### Ontstaan
Gerber schrijft in zijn Lexicon der Tonkünstler uit 1792 dat een geestelijke uit Tarascon, Tardieu genaamd, de uitvinder van de cello zou zijn. Het instrument van Tardieu had volgens Gerber echter vijf snaren, C-G-d-a-d, en bovendien is inmiddels komen vast te staan dat de cello ouder is en dat de voorloper ervan, de violone, voor het eerst in de 16de eeuw in Italië werd gebouwd. Waarschijnlijk heeft Gasparo da Salò (1540-1609) de definitieve vorm aan het instrument gegeven. Bovendien stond Frankrijk in de tijd waarin Tardieu de cello 'uitgevonden' zou hebben, rond 1708, afkerig tegenover de cello en werd eigenlijk alleen de viola da gamba als basso-continuo-instrument gebruikt. Niettemin waren er aan het begin van de 18de eeuw wel enkele Franse cellisten te vinden; in 1722 trad bijvoorbeeld 'Batistin' (eigenlijke naam Jean-Batiste Struck) in Parijs op en in 1723 en 1724 de Italiaanse cellist Giovanni Bononcini.
Pas rond 1740 werd het instrument in Frankrijk algemeen gewaardeerd, hoewel nog in 1740 protesten tegen de opkomst van de cello in druk verschenen. Zo schreef Hubert Le Blanc ter verdediging van de viola da gamba het boek Défense de la basse de viole contre les entreprises du violon et les prétentions du violoncelle, dat in 1740 in Amsterdam werd gepubliceerd. Le Blanc was een Franse advocaat, priester en violist en hij was teleurgesteld dat de viola da gamba uit de mode raakte. In zijn boek beschrijft hij kleurrijk de weerstand waarmee de cello en de Italiaanse invloeden door muzikale conservatieven in Frankrijk werden begroet. Iedereen die over hem schreef beschouwde hem ook unaniem als een excentriekeling. Zijn biograaf Fétis (1863) vertelt dat toen Le Blanc hoorde dat zijn boek in Amsterdam zou worden gepubliceerd, hij zo opgetogen was dat hij onmiddellijk met de kleren die hij op dat moment toevallig droeg, namelijk een badjas, slippers en een slaapmuts, zijn woning verliet op weg naar Amsterdam.
De eerste afbeelding van een cello is op een fresco van Gaudenzio Ferrari uit 1535, waarop een engel een cello bespeelt. Eerder dan de cello bestond de viola da gamba (beenviool, in tegenstelling tot de viola da braccio, armviool). De verschillen tussen de viola da gamba en de cello zijn groot: bij de viola da gamba is het achterblad vlak, de schouders lopen geleidelijk af zoals bij een contrabas, de hals is van fretten voorzien, het instrument is groter dan de cello en het instrument heeft zes of meer snaren. De cello heeft vier (heel af en toe vijf) snaren.
Net als de viola da gamba's werden ook de eerste cello's bespeeld terwijl de musicus het instrument tussen zijn benen klemde. Hoewel uit literatuur uit het midden van de 18de eeuw blijkt dat de mogelijkheid om onderaan het instrument een pin te bevestigen al bekend was, duurde het tot het midden van de 19de eeuw voordat dat gebruik algemener ingang vond, hoewel een groot aantal cellisten ook toen nog de pin afwees. Adrien-François Servais, een Belgische cellist, gebruikte voor het eerst een pin om de cello op te laten rusten, men zegt omdat hij zo dik was dat het gebruik van een pin een noodzaak was geworden.

### Italiaanse en andere bouwers
In Italië experimenteerden vioolbouwers tussen ca. 1670 en 1710 met hun modellen voor de cello. Hoewel er aanwijzingen zijn dat Francesco Ruggeri (ca. 1630-1698) mogelijk de eerste Cremonese bouwer was die kleinere, hanteerbare cello's bouwde. Hij bouwde aanvankelijk een groot aantal cello's van het grote formaat, die voor zover bekend allemaal in grootte zijn teruggezet. Tegen het eind van zijn leven werd hij bij de bouw van cello's waarschijnlijk geholpen door zijn zoons Giovanni Battista (1653-1719), Giacinto (1661-1697), Vincenzo (1663-1719) en Carlo (1666-1697). Tegen het einde van de 17de eeuw bouwde Francesco Ruggeri ook een kleiner type cello's.
Als belangrijkste bouwer uit de tweede helft van de 17de eeuw werd Jacob Stainer (1617-1683) uit Absam in Tirol beschouwd. Stainer experimenteerde met verschillende afmetingen. Hij begon met een groot model, besloot rond 1660 langere en bredere cello's te bouwen, maar verkleinde en versmalde het model tien jaar later, waarmee hij een cello met ideale afmetingen bouwde en daarmee 15 jaar op de Cremonese bouwers voorliep.
Ook Giovanni Grancino (1637-1709), een vioolbouwer in Milaan, bouwde na verloop van tijd cello's van kleinere afmetingen die naar verhouding beter uitgebalanceerd waren. (Zijn leerling Carlo Giuseppe Testore (ca. 1660-1716) uit Bologna bouwde daarentegen in een latere periode juist grotere cello's.)
In Brescia werkte Giovanni Battista Rogeri (ca. 1642-1710), een door Amati opgeleide assistent; hij bouwde kleinere cello's waar veel vraag naar was en veranderde zijn afmetingen niet, evenals zijn zoon Pietro Giacomo (1668-1724).
Ook Chiaffredo Cappa (1653-1717), die vooral in Mondovì maar ook in Turijn en zijn geboortestad Saluzzo werkte, en Giovanni Francesco Celoniato (ca. 1676-1760) uit Turijn wijzigden hun formaat niet.
Alessandro Gagliano (ca. 1670-1740) had zijn werkplaats in Napels en gebruikte een kort en breed model. Zijn eerste cello's lijken sterk op de instrumenten zoals die tussen 1670 en 1695 door Grancino gebouwd werden. Rond 1705 versmalde Galiano het model echter, maar rond 1730 introduceerde hij een nieuw model dat geïnspireerd was door Stradivari en keerde hij (of zijn zoons Gennaro en Nicola, die zich inmiddels duidelijk met hun vaders werk bemoeiden) terug tot de afmetingen uit zijn eerste periode.
In Rome werkte David Techler (1666-1747), die beroemd is vanwege zijn cello's; er bestaan er nog zo'n 50. Aan het begin werkte hij met een zeer klein en smal model, maar rond 1720 introduceerde hij een langer model van dezelfde breedte en bouwde daarmee volgens de huidige afmetingen.
In Venetië werden korte en brede cello's gemaakt, typisch voor deze school en tegenwoordig favoriet vanwege hun luide klank zonder dat die ten koste gaat van de kwaliteit van het geluid. De bekendste bouwer is Matteo Gofriller (1659-1742). Zijn leerling Domenico Montagnana (1686-1750) maakte vrijwel zijn hele leven korte en brede cello's. Pietro I Guarneri (1655-1720) kwam oorspronkelijk uit Cremona, maar vestigde zich later in Venetië. Hij veranderde halverwege zijn model eerst in een langer en smaller type en daarna langer en breder. Santo Serafino (geboren in Udine, 1699-1776) werkte in Venetië en bouwde kleine én smalle cello's. Van Giacomo Zanoli (ca. 1710-1770) uit Verona is slechts één korte cello bekend van een gemiddelde breedte.
Van Rocco Doni (ca. 1620-1700), een priester uit Florence, is eveneens slechts één zeer grote en brede cello bekend. Andrea Guarneri (1623-1698) assisteerde Nicola Amati vele jaren en ontwikkelde in zijn laatste jaren een kleiner type cello, waarvan vele exemplaren in de jaren negentig van de 17de eeuw gebouwd zijn en waarin de hand van zijn zoon, Giuseppe Guarneri (ca. 1666-1740, bekend als filius Andreae), te herkennen is.

### Stradivarius
De carrière van Antonio Stradivari (Stradivarius) omvat circa 69 jaar, waarin hij vooral violen maakte, gevolgd door cello's en ten slotte nog tal van andere instrumenten, als gitaren, mandolines, harpen, luiten, pochettes (een kleine viool), viola da gamba's etc. Vanaf 1680 richtte Stradivari zich meer op het bouwen van cello's en hij bouwde er ca. 78, waarvan er nog 53 bestaan. In vergelijking met anderen hield Stradivari lang vast aan het grote model, de 'forma A'; mogelijk hield hij in dit opzicht aan de Amatitraditie vast. Er zijn ten minste zevenentwintig cello's die Stradivari tussen 1673 en 1701 bouwde, allemaal volgens het grote model van Amati en vrijwel allemaal later in grootte teruggezet. Vanaf 1707 bouwde Stradivari volgens het kleinere zogenaamde 'forma B' en bijna alle vioolbouwers na hem hebben dit type als standaard aanvaard.

### Groeiende populariteit
De cello was pas vanaf het midden van de 17de eeuw in opkomst. Vooral vanuit steden als Bologna, Venetië, Rome en Napels verspreidden cellisten zich over Europa. Om te beginnen in Italië verdrong de cello de viola da gamba en rond 1730 speelde er in de orkesten geen viola da gamba meer mee. In Frankrijk begon dit proces later en duurde langer, terwijl Engeland typisch een land van de viol (=viola da gamba) was en de cello een lage status had. Via Oostenrijk vond de cello vooral in Duitsland ingang. Dat een aantal leden van de Oostenrijkse keizerlijke familie cello speelden, droeg daar in ruime mate aan bij. Doordat Duitsland nog geen eenheid was en bestond uit een groot aantal min of meer zelfstandige staten en staatjes, die met elkaar wedijverden met hun privéorkesten, bestonden er voor Italiaanse cellisten aanzienlijke mogelijkheden om daar aan werk te komen, hoewel in het midden van de 18de eeuw nog een Duitse gambaspeler, Carl Ferdinand Abel, internationaal bekendheid en waardering genoot. Doordat uiteindelijk de vraag naar viola da gamba's minder werd, werden zij niet meer gebouwd en werden zelfs vele viola da gamba's tot cello omgebouwd.
De cello werd in de barok gebruikt als basso-continuo-instrument, waarbij de cellist de partij van de klavecimbel harmonisch ondersteunt. Doordat in 1660 in Bologna de 'stalen' snaar was ontwikkeld, die sterker was dan de darmsnaar en een hogere klank gaf doordat hij een veel grotere spanning kon verdragen, konden cello's kleiner en daarom ook makkelijker bespeelbaar worden. Door die hogere klank veranderde de rol van het instrument ook van basso-continuo- tot solo-instrument (al aan het begin van de 18de eeuw schreef Vivaldi zijn 27 celloconcerten en één concert voor twee cello's). Daarnaast bleef de cello een ondersteunende rol spelen.

### Composities voor cello
Vanaf het begin van de 18de eeuw heeft bijna iedere componist voor cello geschreven. De speeltechniek werd hierbij tot grotere hoogte opgevoerd. De expressiemogelijkheden van het instrument werden ook steeds meer benut.
Zeer bekend zijn onder meer de Zes suites voor onbegeleide cello van Johann Sebastian Bach (1685-1750).

### Cello's in jazz, pop, rock en metal

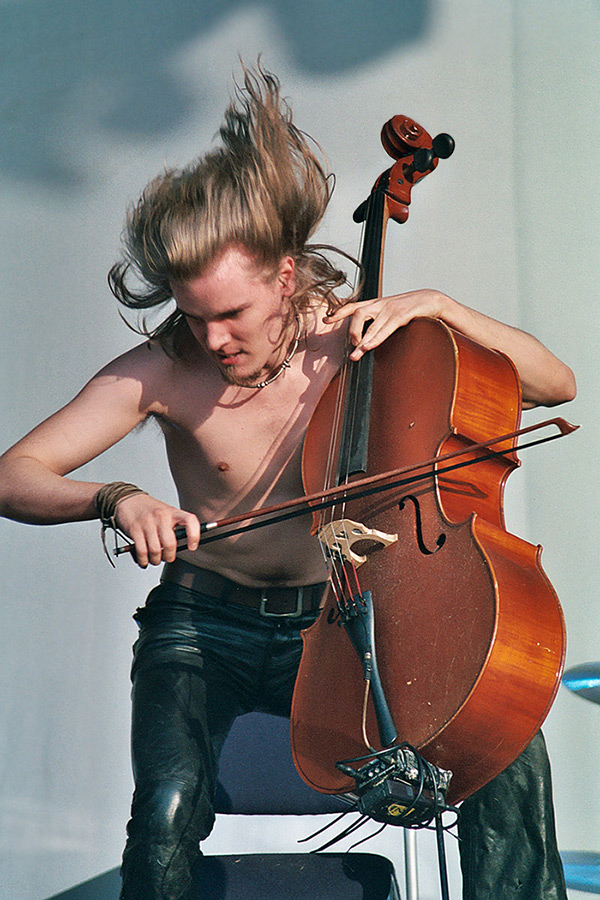
Perttu Kivilaakso van Apocalyptica speelt op een elektrisch versterkte cello

De cello wordt niet uitsluitend voor klassieke muziek gebruikt, maar ook in de jazz, popmuziek en metal. In de jazz komt men de cello steeds vaker tegen. Wegbereider voor de cellojazz is de Nederlander Ernst Reijseger.
In de popmuziek wordt het instrument veel gebruikt in (sombere) popballads. In Duitsland maakt Wolfram Huschke als popcellist vele cd's. De cello neemt ook een belangrijke rol in op de cd Nirvana Unplugged, waarbij de band voor die gelegenheid werd uitgebreid met een celliste. De rockband Therapy? voegde eind jaren negentig ook een cellist toe aan de bezetting om tot een breder geluid te komen. Daarnaast heeft de cello ook een zeer belangrijke rol in het nummer Wonderwall van Oasis.Ook de band Electric Light Orchestra (ELO) maakte standaard gebruik van cello's.
Apocalyptica, een metalband uit Finland, maakt metalmuziek met alleen cello's. Ook hebben zij veel nummers van beroemde metalbands als Metallica gecoverd. Na hun eerste twee albums, waar voornamelijk Metallicanummers te horen waren, zijn ze eigen nummers gaan schrijven. Naast snoeiharde metalmuziek spelen de bandleden van Apocalyptica ook in symfonieorkesten.
De IJslandse post-rockband Sigur Rós staat ook bekend om het gebruik van de strijkstok voor een cello. Frontman Jonsi gebruikt in vele nummers een strijkstok om zijn gitaar te bespelen, met dromerige klanken als gevolg.
Verder zijn er het celloduo de 2Cellos, dat alle soorten muziek speelt, maar vooral popmuziek, en de The Piano Guys, een duo van een piano en cello met een vergelijkbaar reportoire aan de 2Cellos.

## Composities
Voorbeelden van composities voor de cello zijn:
- Kol Nidree van Max Bruch
- Rococovariaties ("Variaties op een Rococo Thema") voor cello en orkest van Pjotr Iljitsj Tsjaikovski
- Cellosonates van Ludwig van Beethoven, Johannes Brahms, Antonio Vivaldi, Sergej Rachmaninov (zie Sonate voor cello en piano (Rachmaninov)),Zoltán Kodály
- Celloconcerten van Dmitri Sjostakovitsj, Antonio Vivaldi, Antonín Dvořák, Edward Elgar, Joseph Haydn, Luigi Boccherini, Robert Schumann en Camille Saint-Saëns
- Zes suites voor onbegeleide cello van Johann Sebastian Bach
- Bachianas brasileiras nr. 1 (8 cello's) en nr. 5 (sopraanstem en 8 cello's) van Heitor Villa-Lobos
- Le Cygne van Camille Saint-Saëns
- Élégie van Gabriel Faure
- Adagio con variazioni per violoncello e orchestra van Ottorino Respighi

## Cellobouwers (vioolbouwers)
Een vioolbouwer is iemand die violen, altviolen en cello's bouwt, repareert en restaureert. De bekendste vioolbouwers zijn:
- Nicola Amati
- Giovanni Battista Guadagnini
- Giuseppe Antonio Guarneri
- Domenico Montagnana
- Antonio Stradivari
- Carlo Giuseppe Testore

## Bekende cellisten

### Internationaal
- Sol Gabetta
- Pablo Casals
- Yo-Yo Ma
- Mischa Maisky
- Jacqueline du Pré
- Mstislav Rostropovitsj
- Bernhard Romberg
- János Starker
- Paul Tortelier (uitvinder van de "kromme pin")
- Jean-Guihen Queyras
- Truls Mørk
- Pierre Fournier
- Luka Šulić
- Stjepan Hauser
- Tina Guo

### Franse cellisten
- Jean-Guihen Queyras
- Edgar Moreau

### Nederlandse cellisten
- Monique Bartels
- Anner Bijlsma
- Jean Decroos
- Dmitri Ferschtman (een in Nederland wonende Rus)
- Larissa Groeneveld
- Jeroen den Herder
- Doris Hochscheid
- Godfried Hoogeveen
- Gregor Horsch
- Johan van Iersel
- Harriet Krijgh
- Derck Littel
- Floris Mijnders
- Ernst Reijseger
- Quirine Viersen

### Belgische cellisten
- Roel Dieltiens

## Bekende ensembles
- Cello8ctet Amsterdam (acht cellospelers o.l.v. Elias Arizcuren)
- Octocelli (complete cellosectie van de Vlaamse Opera)
- 2Cellos